# Regra da alavanca
Em química, a regra da alavanca é uma fórmula utilizada para determinar a fração molar (xi) ou a fração mássica (wi) de cada fase de um diagrama de fases binário para uma composição binária e uma temperatura que estejam entre as linhas das duas fases correspondentes.
Em uma mistura com duas fases, {\displaystyle \alpha } e {\displaystyle \beta }, que contêm dois componentes, {\displaystyle {\rm {A}}} e {\displaystyle {\rm {B}}}, a regra da alavanca afirma que a fração mássica da fase {\displaystyle \alpha } é calculada como segue:
{\displaystyle w^{\alpha }={\frac {w_{\rm {B}}-w_{\rm {B}}^{\beta }}{w_{\rm {B}}^{\alpha }-w_{\rm {B}}^{\beta }}}}
denotando-se por
- {\displaystyle w_{\rm {B}}^{\alpha }} a fração de massa do componente {\displaystyle {\rm {B}}} na fase {\displaystyle \alpha };
- {\displaystyle w_{\rm {B}}^{\beta }} a fração de massa do componente {\displaystyle {\rm {B}}} na fase {\displaystyle \beta };
- {\displaystyle w_{\rm {B}}} a fração de massa do componente {\displaystyle {\rm {B}}} em toda a mistura;

sendo os valores para uma temperatura ou pressão fixa.

## Dedução
Suponha-se uma mistura a uma temperatura de equilíbrio {\displaystyle T} que consiste numa fração mássica {\displaystyle w_{\rm {B}}} do componente {\displaystyle {\rm {B}}}. Ainda, seja a mistura na temperatura {\displaystyle T} constituída de duas fases, {\displaystyle \alpha } e {\displaystyle \beta }, tendo {\displaystyle \alpha } a composição {\displaystyle w_{\rm {B}}^{\alpha }} e {\displaystyle \beta } a composição {\displaystyle w_{\rm {B}}^{\beta }} . Denote-se por {\displaystyle m_{\alpha }} a massa da fase {\displaystyle \alpha } na mistura de modo que a massa da fase {\displaystyle \beta } seja {\displaystyle m^{\beta }=m-m^{\alpha }}, com {\displaystyle m} sendo a massa total da mistura.
Tem-se, pois, por definição, que a massa do componente {\displaystyle {\rm {B}}} na fase α é {\displaystyle m_{\rm {B}}^{\alpha }=w_{\rm {B}}^{\alpha }m^{\alpha }}, enquanto a massa desse componente na fase {\displaystyle \beta } é {\displaystyle m_{\rm {B}}^{\beta }=w_{\rm {B}}^{\beta }\left(m-m^{\alpha }\right)}. A soma desses valores resulta na massa total do componente {\displaystyle {\rm {B}}} na mistura, que é dada por {\displaystyle m_{\rm {B}}=w_{\rm {B}}m} . Portanto,
{\displaystyle w_{\rm {B}}m=m_{\rm {B}}=m_{\rm {B}}^{\alpha }+m_{\rm {B}}^{\beta }=w_{\rm {B}}^{\alpha }m^{\alpha }+w_{\rm {B}}^{\beta }\left(m-m^{\alpha }\right)}
Reorganizando a expressão acima, tem-se que
{\displaystyle w^{\alpha }\equiv {\frac {m^{\alpha }}{m}}={\frac {w_{\rm {B}}-w_{\rm {B}}^{\beta }}{w_{\rm {B}}^{\alpha }-w_{\rm {B}}^{\beta }}}}
Esse valor final é a fração mássica da fase {\displaystyle \alpha } na mistura.

## Cálculos

Um diagrama de fase com linha de amarração para um sistema binário isomorfo com fases líquida e sólida. O eixo corresponde à fração mássica dos componentes e.

### Diagramas de fases binários
Antes que qualquer cálculo possa ser efetuado, uma linha de amarração é desenhada no diagrama de fases para determinar a fração mássica de cada componente; no diagrama de fases à direita, é o segmento de reta {\displaystyle {\rm {LS}}}. Essa linha de amarração é desenhada horizontalmente na temperatura da mistura de uma fase para outra (no exemplo citado, do líquido para o sólido). A fração mássica do componente {\displaystyle {\rm {B}}} na linha do líquido é dada por {\displaystyle w_{\rm {B}}^{\rm {l}}} (representada como wl nesse diagrama), e sua fração mássica na linha do sólido é dada por {\displaystyle w_{\rm {B}}^{\rm {s}}} (representada como ws na figura). As frações mássicas de sólido e de líquido podem, então, ser calculadas usando as seguintes equações da regra da alavanca:
{\displaystyle w^{\rm {s}}={\frac {w_{\rm {B}}-w_{\rm {B}}^{\rm {l}}}{w_{\rm {B}}^{\rm {s}}-w_{\rm {B}}^{\rm {l}}}}}
{\displaystyle w^{\rm {l}}={\frac {w_{\rm {B}}^{\rm {s}}-w_{\rm {B}}}{w_{\rm {B}}^{\rm {s}}-w_{\rm {B}}^{\rm {l}}}}}
onde {\displaystyle w_{\rm {B}}} é a fração mássica do componente {\displaystyle {\rm {B}}} para a composição dada (representada como wo no diagrama da figura).
O numerador de cada equação é a composição original que nos interessa +/- o braço oposto da alavanca. Isso é, se for desejada a fração mássica do sólido, tome-se a diferença entre a composição líquida e a composição original. O denominador é o comprimento total do braço (a diferença entre as composições sólida e líquida). Para melhor compreensão, pode-se visualizar a composição à medida que wo se aproxima de wl; com isso, a fração do líquido começa a aumentar.
As fórmulas apresentadas para sistemas bifásicos com fases sólida e líquida, bem como suas implicações, aplicam-se analogamente a outros sistemas bifásicos, como a sistemas líquido-vapor.

### Diagramas de fases eutéticos

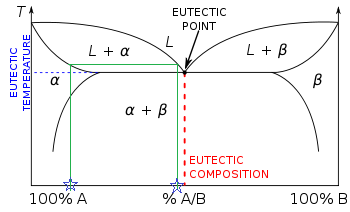
Linha de amarração na região bifásica L +

Nesse caso, há mais de uma região bifásica. A linha de amarração vai do {\displaystyle \alpha } sólido para o líquido (L) e, traçando-se uma linha vertical nesses pontos, a fração mássica de cada fase é lida diretamente no gráfico, ou seja, a fração mássica do componente do eixo {\displaystyle x}. As mesmas equações podem ser usadas para encontrar a fração mássica da mistura em cada uma das fases, obtendo-se wl como a fração mássica de toda a amostra na fase líquida.